# Effet d'éviction
Pour les articles homonymes, voir Éviction.
L'effet d'éviction est un phénomène économique qui se caractérise par une baisse de l'investissement et de la consommation privée qui serait provoquée par une hausse des dépenses publiques. Son existence fait l'objet de débats.

## Théorie

### Principes généraux
L'effet d'éviction est une conséquence de l'extension des activités du secteur public au détriment du secteur privé. 
Face à des capacités de financement données (c'est-à-dire un certain stock d'épargne disponible), une hausse des besoins de financement de l’État augmente la demande de fonds prêtables sur ce marché, ce qui, en vertu de l'offre et la demande, pousserait mécaniquement à la hausse les taux d'intérêt. Or, comme l'a montré la courbe de Phillips, des taux d'intérêt élevés pénalisent les entreprises qui doivent se financer à un coût plus élevé, ce qui freinerait les investissements.
En plus de cela, les actifs financiers émis par l’État disposent d'une crédibilité plus élevée, sur les marchés, que ceux émis par des entreprises ; les investisseurs seraient ainsi incités à abandonner les titres privés, comme les actions et les obligations d'entreprise, et à favoriser l'achat de titres publics, plus sûrs quoique moins rémunérateurs. Cela est une conséquence de l'aversion au risque.
Sous ce terme sont pointés — souvent par des auteurs économistes classiques — les excès d'un interventionnisme d'État qui entraverait, voire « évincerait » le secteur privé de certaines de ses possibilités d'action. Les économistes libéraux notamment utilisent cet argument pour critiquer les politiques budgétaires expansionnistes.

### Typologie des évictions
L'analyse économique définit plusieurs types d'éviction, qui ont des vecteurs de transmissions et des conséquences différentes :
- L'éviction directe. Elle résulte d'une « augmentation des dépenses publiques induisant une contraction des dépenses privées. Ainsi, en situation de plein-emploi, si l'augmentation du budget de l'État s'accompagne d'une augmentation des impôts, les ménages sont incités à réduire leur demande privée en fonction de la réduction de leur revenu après impôt »[3].
- L'éviction directe d'anticipation. Elle résulte d'une anticipation rationnelle des ménages. Si l’État décide de baisser les impôts pour créer un choc de demande et ainsi relancer l'économie, il doit accepter de s'endetter pour ce faire. Or, les ménages anticipent une hausse des impôts futurs dont la valeur actualisée sera exactement égale à l'excédent de revenus disponibles généré par la baisse d'impôts. Les ménages ne feraient ainsi pas augmenter leur consommation, en vertu du principe d'équivalence néo-ricardienne[2].
- L'éviction indirecte (ou financière). Elle est constatée « lorsque les entreprises privées sont partiellement évincées du marché financier par les emprunts lancés par l'État pour financer le déficit budgétaire.(…) l'intervention étatique provoque une hausse du taux de l'intérêt qui renchérit le coût des ressources financières des entreprises et les dissuade d'investir »[3].

### Mécanismes de l'effet d'éviction
Les effets d'éviction sont dus à deux mécanismes.
Tout d'abord, un  effet volume : l'État, pour financer le déficit budgétaire, se finance sur les marchés financiers. Du fait de l'attractivité de la dette de l'État (obligations, bons du Trésor…), réputée très sûre et qui permet aux investisseurs de diversifier leur portefeuille d'actifs, cette émission va mobiliser une partie de l'épargne nationale et internationale au détriment de l'investissement productif, et donc de la croissance. Il y a donc éviction de l'investissement privé en faveur du financement d’une hausse des dépenses publiques, ce qui délégitime indirectement les politiques budgétaires keynésiennes de relance, qui sont fondées sur la demande globale. Ce mécanisme a cependant été formulé théoriquement, sans jamais être empiriquement démontré, tandis que l'effet multiplicateur keynésien, thèse inverse, a été formulé en partant de constats empiriques. 
Ensuite, un effet prix : par cet « assèchement » des marchés financiers, l'État va raréfier une épargne dont le prix va ainsi s'accroître ; les taux d'intérêt progressent au détriment des emprunteurs.

## Critiques

### Variables cachées
L'augmentation de la demande de fonds par l’État, qui ferait augmenter les taux d'intérêt et ainsi freinerait l'investissement, est débattue. Le taux d'intérêt n'est en effet pas le seul déterminant de l'investissement : d'autres éléments entrent ligne de compte, particulièrement la demande anticipée, et la rentabilité escomptée de l'investissement.
Les critiques des libéraux font valoir d'une part que la réalisation de l'effet d'éviction ne se produit que sous des hypothèses très restrictives (plein-emploi, politique monétaire neutre) et d'autre part que l'investissement public peut se révéler parfaitement nécessaire notamment lorsqu'il agit comme substitut d'un investissement privé défaillant.

### Absence de preuves empiriques
Alors que la dette publique française n'a jamais été aussi élevée à la fin des années 2010, la France a continué d'emprunter à des taux d'intérêt faibles, voire négatifs (lire : Histoire de la dette publique française). L'augmentation de la prime de risque est responsable de la grande majorité des augmentations des taux d'intérêt sur les obligations d’État, et non par l'effet d'éviction.
Certaines études tendent à montrer une relation inverse d'entraînement : l'augmentation des dépenses publiques ne provoque pas une éviction, mais au contraire une augmentation, de la dépense privée. Une étude de 2016 estime que, dans la zone euro, l'augmentation de l'investissement public a un effet d'entraînement net sur l'investissement privé. Une étude publiée en 2019 par des économistes de Berkeley et du MIT analysant l'effet des dépenses publiques en armement, montre qu'une augmentation de 10% des dépenses publiques en défense fait augmenter de 4% les dépenses privées en recherche et développement.